# Villeblevin
Villeblevin è un comune francese di 1 840 abitanti situato nel dipartimento della Yonne nella regione della Borgogna-Franca Contea.
Il 4 gennaio del 1960 in un incidente d'auto avvenuto nei pressi di Villeblevin, in una località chiamata Le Grand Fossard,  morì il famoso scrittore Albert Camus.

## Società

### Evoluzione demografica
Abitanti censiti